# ساوت گورین (میزوری)
ساوت گورین (به انگلیسی: South Gorin) یک شهر در ایالات متحده آمریکا است که در شهرستان اسکاتلند، میزوری واقع شده‌است. ساوت گورین ۰٫۵۲ کیلومتر مربع مساحت و ۹۱ نفر جمعیت دارد.